# Es rappelt im Karton
Es rappelt im Karton ist das sechste Studioalbum von Helge Schneider. Es erschien im Jahr 1995 und folgte auf eine kürzere Pause, die Schneider 1994 eingelegt hatte.

## Entstehung
Nachdem Schneider auf dem vorherigen Doppelalbum Es gibt Reis, Baby einige Lieder solo aufgenommen hatte, rückte auf Es rappelt im Karton die Zusammenarbeit mit seiner Begleitband Hardcore wieder stärker in den Vordergrund. Zusätzlich nahm Schneider einige Lieder mit einer als Orchester bezeichneten zehnköpfigen Bigband auf, die auch eine Bläsersektion umfasste.
Im Gegensatz zu früheren Alben entfielen die Liveaufnahmen, die auf dem Vorgängeralbum eine der beiden CDs gefüllt hatten. Stattdessen nahm Helge Schneider alleine einige humoristische Hörspiele auf, die zwischen den Liedern eingestreut wurden. Teils unterlegte Schneider diese Passagen auch auf dem Klavier.
Das Album wurde komplett in den Transatlantic Vanguard Studios in Mülheim-Styrum aufgenommen. Schneider selbst leitete die Aufnahmen, nur für die Stücke Erziehung, Tropfsteinhöhle und Auf den Spuren Kara Ben Nemsis war Gero Lamberti verantwortlich. Das Mastering wurde von John Cremer durchgeführt.
Erneut war Helge Schneider auch für skizzenartige Zeichnungen im CD-Booklet verantwortlich, die diesmal einige Lieder illustrierten. Das Cover des Albums dagegen besteht aus Fotografien, die Schneider in Eigenregie gemacht hatte und ihn als Boxer zeigen. In bekannter Manier versah Schneider zudem die Fotos mit handschriftlichen Kommentaren.
Verschiedene Musiker des Orchesters waren bereits zuvor in Schneiders Filmen zu sehen; einen Gastauftritt in Texas – Doc Snyder hält die Welt in Atem hatte Charly Weiss (als Lieber Gott), und in 00 Schneider – Jagd auf Nihil Baxter waren Sergej Gleithmann als Urmensch und Weiss als Spürpilot zu sehen. Gleithmann gehört außerdem seit 2005 zur Schneiders Liveband.

## Stil
Stilistisch gesehen blieb Schneider dem Stil der Vorgängeralben weitestgehend treu. Die Musik bewegt sich im Jazz-Bereich, aber auch Swing wird hin und wieder bemüht. Außerdem lassen sich Anklänge an den Blues finden. Auf dem Album sind im Gegensatz zu früheren Alben kaum Coverversionen zu finden, lediglich Scrapple from the Apple (von Charlie Parker) und Sex Machine (im Original von James Brown) fallen in diese Kategorie. Zu letzterem Lied drehte Schneider auch ein Musikvideo. Die Hörspiele des Albums sind früheren Werken von Schneider recht ähnlich und skizzieren absurde Situationen mit anarchischem Humor.

## Inhalt

### Titelliste
| Nr. | Name:                          | Dauer: | Typ:                       |
| 1   | Musik, Musik, Musik            | 3:59   | Aufnahme mit Hardcore      |
| 2   | Der Sensemann                  | 3:59   | Hörspiel                   |
| 3   | Hoffnung                       | 3:04   | Aufnahme mit dem Orchester |
| 4   | Gitarre (gerissene Saite)      | 0:26   | Intro zu Das Rätsel        |
| 5   | Das Rätsel                     | 2:31   | mit Hardcore               |
| 6   | We Gotta Rock, We Gotta Roll   | 3:26   | Soloaufnahme               |
| 7   | Tropfsteinhöhle (14.10.98)     | 1:56   | Hörspiel                   |
| 8   | Gartenzaun                     | 2:17   | mit Hardcore               |
| 9   | Meisenmann                     | 3:02   | Soloaufnahme               |
| 10  | Wenn der Abend kommt           | 2:36   | mit Hardcore               |
| 11  | Blaue Lagune                   | 4:35   | mit Hardcore               |
| 12  | Erziehung                      | 1:57   | Hörspiel                   |
| 13  | Boogie Woogie                  | 3:13   | mit Orchester              |
| 14  | In Italien                     | 0:34   | Hörspiel                   |
| 15  | Scrapple from the Apple        | 5:44   | mit Orchester              |
| 16  | Sex Machine                    | 1:50   | mit Orchester              |
| 17  | Auf den Spuren Kara Ben Nemsis | 5:56   | Hörspiel                   |
| 18  | Orientalische Sonate           | 1:19   | mit Orchester              |
| 19  | Comeback                       | 3:22   | mit Orchester              |
| 20  | Klapperstrauß                  | 7:46   | mit Orchester              |
| 21  | Transatlantic Blues            | 2:42   | Soloaufnahme               |

### Liedbeschreibungen
- Musik, Musik, Musik handelt von der Bedeutung von Musik für Menschen.
- Hoffnung basiert auf einem gleichnamigen Stück aus dem Film Texas – Doc Snyder hält die Welt in Atem. Die Originalfassung ist auf dem Album Da Humm unter dem Titel Huhu zu hören.
- Das Rätsel beinhaltet typische Scherzfragen („Was hängt an der Wand, gibt jedem die Hand?“), die Schneider von seinem Schlagzeuger Peter Thoms beantworten lässt. Bei richtiger Antwort lobt Schneider „Richtig, richtig, popichtig!“, bei falschen Antworten rät er zum „Lernen, lernen, popernen!“. Diese Formulierung stellt einen Rückgriff auf frühere Zeiten dar, z. B. ist die Nennung dieser Begriffe auf dem Album Guten Tach! dokumentiert.
- Gartenzaun handelt von einem Mann, der vom Zaun seines Gartens gerne mit Frauen flirten würde, dies jedoch nicht kann, da der Garten sich hinter dem Haus befindet. Zudem ist der Mann finanziell ruiniert, träumt jedoch weiterhin von Frauen.
- Meisenmann beschreibt die Futtersuche eines Meisenmannes, der aufgrund der Bedürfnisse seines Nachwuchses mit seiner Frau aneinandergerät. Schneider rät dem Meisenmann, nicht traurig oder sauer über sein Schicksal zu sein.
- Blaue Lagune erzählt die Geschichte einer Zugreise nach Griechenland, auf der der Erzähler eine Zauberkugel sichtet, die sich im Besitz eines alten Fahrgastes befindet. Später findet der Erzähler beim Tauchen die Zauberkugel, doch sie wird ihm von einem weißen Hai „im Kampf entwunden“.
- Sex Machine ist eine Coverversion des Liedes von James Brown. Statt des Textes wiederholt Schneider die wichtigsten Worte und Passagen des Liedes („Get up-ah! To the bridge!“).
- Comeback bezieht sich auf Schneiders Arbeitspause und das anschließende titelgebende Comeback.
- Klapperstrauß parodiert den damals populären Techno in Bigband-Instrumentierung. Der Text ist sehr spartanisch und dadaistisch; er besteht im Wesentlichen nur aus den Worten „Kla-Kla-Kla-Klapperstrauß“, „Piercing!“ und „Dance to the music!“.